# Михаило Кантакузин
Михаило Кантакузин (грч. Μιχαήλ Καντακουζηνός) је био први дугорочни намесник Мореје (1308—1316) којом је као деспот владао до своје смрти. Његов син Јован (VI) је касније постао близак сарадник цара Андроника III (1328—1341) и византијски цар (1347—1354).

## Владавина
После обнове византијске власти над делом Пелопонеза, након Пелагонијске битке 1258. године, тим поседима је управљао намесник кога је цар постављао на рок од годину дана. Ова пракса је дала лоше резултате, пошто су се византијски намесници махом концентрисали на то да током своје управе остваре што већу личну добит. Због тога је цар Андроник II (1282—1328) 1308. године увео доживотну управу над тим поседима, а за првог намесника је поставио Михаила Кантакузина. Он је током своје управе стабилизовао прилике у Мореји и покренуо њен економски развој и напредак. Његова управа створила је основе његовим наследницима да отпочну византијску експанзију на полуострву, које се 1429. године у целини нашло у византијским рукама.
После његове смрти 1316. године, управу над Морејом је преузео Андроник Асен (1316—1322).